# 1872 في الولايات المتحدة
فيما يلي قوائم الأحداث التي وقعت خلال عام 1872 في الولايات المتحدة.

## سياسة

### تعيين في المنصب
- 8 يناير – إدوارد فولانسبي نويز حاكم ولاية أوهايو  [لغات أخرى]‏.
- 16 يناير – جويل باركر حاكم نيو جيرسي [الإنجليزية]‏.

### انتهاء فترة المنصب
- 8 يناير – رذرفورد هايز حاكم ولاية أوهايو  [لغات أخرى]‏.
- 31 ديسمبر – جون تومسون هوفمان حاكم نيويورك [الإنجليزية]‏.

## أحداث
- 1872 - العثور على السفينة الأمريكية ماري سليست بدون طاقمها من قِبل السفينة الكندية «دي جراشا» في المحيط الأطلسي.

## ظهور
- 4 مارس – بوسطن غلوب
- 1 مايو – بوبيولار ساينس

## مواليد

### يناير
- 1 يناير – إيمي ويليامز لاعبة كرة مضرب أمريكية.
- 2 يناير - ألبرت كومبس بارنز، كيميائي أمريكي.
- 23 يناير – هولبروك بلين ممثل أمريكي.[1]
- 27 يناير – ليرند هاند[2]

### فبراير
- 19 فبراير – صموئيل ب أفيس سياسي أمريكي.[3]
- 20 فبراير – هربرت سبنسر هادلي سياسي أمريكي.[4]

### مارس
- 15 مارس – هاري هولمان

### أبريل
- 3 أبريل – آرثر بايرون ممثل أمريكي.[5]
- 23 أبريل – ناثان فليمون بريان سياسي أمريكي.[6]
- 26 أبريل – فاني غيتس فيزيائية أمريكية.

### مايو
- 4 مايو – ألكساندر ميتشل بالمر سياسي أمريكي.[7]
- 7 مايو – فرانك فرانتز سياسي من الولايات المتحدة الأمريكية.
- 23 مايو – إدوين ويب سياسي أمريكي.[8]
- 31 مايو – تشارلز غريلي أبوت[9]

### يونيو
- 22 يونيو – تشارلز موراي ممثل من الولايات المتحدة الأمريكية.
- 27 يونيو – باول لورانس دانبار مؤلف أمريكي.[10]
- 27 يونيو – هيبر كروتس عالم فلك أمريكي.[11]

### يوليو
- 4 يوليو – كالفين كوليدج سياسي أمريكي.[12]

### أغسطس
- 2 أغسطس – ألين ويست لاعب كرة مضرب أمريكي.
- 2 أغسطس – صموئيل ف . ستيوارت سياسي أمريكي.[13]
- 23 أغسطس – سانفورد الكسندر موس[14]

### سبتمبر
- 8 سبتمبر – جورج هنري ديرن سياسي أمريكي.[15]
- 20 سبتمبر - والتر إدوارد سكوت، مستكشف من الولايات المتحدة الأمريكية.
- 22 سبتمبر – إليانور هالويل أبوت مؤلفة أمريكية.[16]

### أكتوبر
- 1 أكتوبر – هنري هوبر بلود سياسي من الولايات المتحدة الأمريكية.[17]
- 11 أكتوبر – هارلان فيسك ستون[18]
- 13 أكتوبر – كيد مكوي
- 15 أكتوبر – إديث ويلسون سياسية من الولايات المتحدة الأمريكية.[19]
- 15 أكتوبر – بن دبليو. أولكوت سياسي أمريكي.[20]
- 24 أكتوبر – وليام تشامبر كوكر عالم نبات أمريكي.[21]
- 27 أكتوبر – إميلي بوست روائية من الولايات المتحدة الأمريكية.[22]

### ديسمبر
- 25 ديسمبر – وليام كونكلين[23]
- 31 ديسمبر – وليام لارنيد لاعب كرة مضرب من الولايات المتحدة.

## وفيات

### يناير
- 9 يناير – هنري هاليك (مواليد 1815)[24]

### فبراير
- 12 فبراير – إدوارد جيمس روي (مواليد 1815)[25]

### مارس
- 6 مارس – بنيامين شو هوارد (مواليد 1791) سياسي أمريكي.[26]

### أبريل
- 2 أبريل – صمويل مورس (مواليد 1791)[27]

### يونيو
- 16 يونيو – توماس ويليامز (مواليد 1806) سياسي أمريكي.[28]

### يوليو
- 26 يوليو – الكسندر راندال (مواليد 1819) سياسي أمريكي.[29]
- 27 يوليو – جورج كراوفورد (مواليد 1798) سياسي أمريكي.[30]

### سبتمبر
- 25 سبتمبر – بيتر كارترايت (مواليد 1785) سياسي أمريكي.[31]

### أكتوبر
- 10 أكتوبر – ويليام سيوارد (مواليد 1801) سياسي أمريكي.[32]

### نوفمبر
- 29 نوفمبر – هوراس غريلي (مواليد 1811) سياسي أمريكي.[33]

### ديسمبر
- 23 ديسمبر – جورج كاتلين (مواليد 1796) فنان أمريكي.[34]